# Ayumi Hamasaki
Ayumi Hamasaki (浜崎あゆみ Hamasaki Ayumi?, de asemenea 浜崎歩) (n. 2 octombrie 1978, Fukuoka, Japonia) este o cântăreață, compozitoare, fotomodel și fostă actriță japoneză. Numită de asemenea Ayu de către fani, Hamasaki este una dintre cele mai populare cântărețe de pop din istoria muzicală a Japoniei, supranumită și „Împărăteasa Pop-ului”. Fiind născută la Fukuoka, la 14 ani actriță, s-a mutat ulterior la Tokyo cu scopul de a urma o carieră în industria divertismentului. În 1998, sub tutela lui Max Matsuura, CEO al Avex, Hamasaki a lansat o serie de discuri single de un succes modest care au culminat, în 1999, cu albumul de debut A Song for XX. Materialul discografic a debutat pe poziții înalte în clasamentele Oricon și a rămas acolo timp de patru săptămâni, instituind popularitatea ei în Japonia.

## Biografia

### Începutul
Cu toate că Hamasaki a locuit cu mama sa, a fost în principal crescută de către bunica sa. Cântăreața are vagi amintiri despre tatăl ei care se pare că a divorțat de mama lui Ayumi și le-a părăsit pe acestea când fata avea cinci ani și nu s-a mai întâlnit cu el de atunci. Și-a petrecut copilăria și adolescența într-o manieră foarte independentă, permițându-i-se sa facă orice credea ea de cuviință a-i fi folositor, fără ca mama ei să intervină în vreun fel, mai ales datorită faptului ca era aproape întotdeauna plecată la serviciu.
În tinerețe, Ayumi a inceput cariera sa de model pentru o bancă din localitate. În timpul liceului era considerată a fi o rebelă deoarece își vopsea părul și purta fuste scurte, ambele fiind complet neobișnuite în Japonia pe vremea aceea. Nu îi plăcea în mod deosebit sa meargă la școală, iar relațiile cu profesorii săi erau reci. Găsise chimia ca fiind ușor de studiat, dar a renunțat la acest obiect deoarece considera ca nu îi oferea perspective pentru viitor.
Ocazional, Hamasaki pleca din Fukuoka în Tokyo pentru scurte perioade de timp în care îndeplinea diverse slujbe de modeling. Pe parcursul acestora obișnuia să iși faca multi prieteni printre persoanele cu care se întâlnea. La sfarșitul gimnaziului și-a propus să urmeze cursurile unui liceu din Tokyo. A susținut împreună cu prietenii săi examenul de admitere la Horikishi Gakuen (școală de arte și divertisment) și a fost singura care a picat – o surpriză atât pentru ea cât și pentru școală.
În momentul în care a dat din nou examenele, încercare încununata de succes, Ayumi a schimbat fosta sa agenție de talente SOS (axată în principal pe modele tinere) cu Sun Music, deoarece șeful de la SOS a pronosticat ca Hamasaki nu are un viitor în domeniul modelingului din cauza staturii sale mignone, potrivindu-i-se mai degraba o carieră în alte sectoare, cum ar fi aparițiile TV.
Pe parcursul activității sale, Hamasaki a folosit o dată pseudonimul Kurumi Hamazaki. A interpretat roluri în drame cu buget redus precum Miseinen și în filme de calitate inferioară ca Sumomo mo momo mo, niciunul dintre aceste neaducându-i succesul mult așteptat.
Ayumi evocă activitatea ei în show business ca fiind o perioadă groaznică. Simțea că pur și simplu nu poate să părăsescă agenția la care lucra deoarece locuia într-un imobil pus la dispoziția sa de către firmă, iar slujba îi oferea banii necesari pentru a trăi. Își amintește de confuzia pe care o simțea când juca in drame alături de persoane pe care le văzuse la TV pe vremea când locuia în Fukuoka. De asemeni, nu putea să le înțeleagă pe celelalte fete care lucrau în show business și care aveau o atitudine curtenitoare față de fotografi pe parcursul ședințelor foto si se comportau în mod egoist, dând aparența de a fi naive. Toate acestea au făcut ca Ayumi sa aibă mult mai multi prieteni baieți decât fete.
Pentru a mai uita de greutăți si a scăpa de confuzie, Hamasaki își petrecea timpul liber hoinărind pe străzile din Tokyo, facând cumpărături și dansând cu prietenii săi in cluburile din cartierul Shibuya.
Într-un final a decis să parăseasca show business-ul după ce a aflat de unele aspecte care nu i se păreau obișnuite. De exemplu, multe dintre fotografiile facute in cadrul ședințelor foto nu erau folosite ulterior, si, în urma producțiilor TV, nu toate secvențele în care ea apărea erau cuprinse în montajul final.
Hamasaki s-a hotărât să renunțe la școală la vârsta de 15 ani, despre acest moment amintindu-și ca a trimis un fax pe care scrisese „Renunț. “. Motivul abandonului era reprezentat de faptul că nu mai dorea să îi vadă pe profesori si pe celelalte persoane, să se simtă ca are o apariție frapantă între ei, având în vedere ca ținuta și comportamentul său erau diferite de cele ale personajelor de la școala de arte și divertisment.
Aproape în același timp cu părăsirea de către Ayumi a școlii și a agenției de talente, al cărei contract era pe cale să expire, mama ei venea în Tokyo pentru a ocupa un nou serviciu. Cele două s-au mutat într-un apartament închiriat de mama lui Ayumi. Din moment ce zilele liniștite au revenit în viața lui Ayu, ea a început din nou să petreaca multe ore distrându-se cu prietenii în locurile la modă din cartierele recreative din Tokyo.

## Cariera profesională

### 1993-1998: Nothing From Nothing și Pre-Avex Trax
Primii pași ai lui Ayumi în lumea muzicii au fost pe ritmuri de rap și hip hop. Pe 1 decembrie 1995 ea a lansat primul album, Nothing from Nothing, pe care mai apareau și Dohzi-T și DJ Bass. Din puținele informații care datează asupra acestei perioade se poate afirma că nu a existat aproape nici un fel de promovare pentru acest album. Cel mai probabil din cauza neincluderii albumului in topul Oricon, proiectul care o includea pe Ayu a fost abandonat de către casa de discuri Nippon Columbia.
Hamasaki l-a cunoscut pe viitorul său producător, Masato Matsuura într-un club numit Velfarre , deținut la vremea aceea de compania Avex. În momentul în care cei doi trebuiau să facă cunoștință, Ayumi l-a confundat cu o altă persoană, având impresia ca acesta era mai tânăr decat și-a inchipuit. Mai târziu s-a reîntâlnit cu Matsuura în clubul Velfarre din Tokyo, acesta exprimandu-și dorința ca Ayu să interpreteze o piesă a lui Tetsuya Komuro. La intrebarea daca dorește să urmeze o carieră în muzică, Ayumi, nefiind sigură pe calitățile sale de cântăreață, a refuzat categoric.
Dupa o vreme cei doi nu au mai ținut legătura. Ayumi îi dăduse anterior numarul său de telefon, Matsuura lăsându-i cateva mesaje vocale însa Hamasaki uitase numele său și astfel nu a raspuns in nici un fel la acestea. Într-una din zile, pe când se plimba pe strazile din Shibuya, Ayumi a primit un telefon de la Avex (casa de discuri), facându-i-se legătura cu Matsuura care i-a propus o noua colaborare. Inițial, Hamasaki a acceptat, pentru ca, la aflarea veștii că va trebui să urmeze cursuri de canto, să îl refuze din nou. O saptămână mai apoi, ea s-a răzgândit din nou, prezentandu-se personal la sediul Avex.
Ayumi a inceput sa urmeze in Tokyo lecții de perfecționare a calităților vocale, insă, de la o vreme a încetat să se mai prezinte la acestea, găsindu-le ca fiind prea rigide. În momentul în care Matsuura o suna, ea iși inchidea telefonul, știind că va fi întrebată de modul în care decurg lecțiile. Într-un final acesta a aflat și, pentru a detensiona atmosfera, a trimis-o pe Hamasaki la New York, eveniment considerat mai apoi de Ayumi ca fiind exact ceea ce avea ea nevoie in acel moment. În această perioadă, impresionat de conținutul și stilul scrisorilor pe care le primea de la Hamasaki, Matsuura a sugerat ca ea să iși incerce și calitățile de compozitoare pentru melodiile sale.

### 1999-2000: Popularitate crescândă
În aprilie 1998, primul album al lui Ayumi sub îndrumarea casei de discuri Avex, intitulat "poker face" a fost lansat. Single-ul s-a vândut în 43.000 de copii și cea mai înaltă poziție în topul Oricon a fost 22. Cel de-al doilea single, "You", a avut un succes mai mare și s-a situat pe locul 20 în acleași top, dar a trebuit să apară si cel de-al treilea single, "Trust", pentru ca Ayumi să iși facă apariția între primele 10 poziții ale topului săptămânal. Întocmai melodiei "Trust", și urmatorul single, "For my dear..." a intrat in top 10, până pe locul 9. Următorul single, cel de-al cincilea, "Depend on you", a reușit să urce pana pe locul al șaselea in top, fiind utilizat ca și coloană sonoră pentru jocul "Thousand Arms". Albumul de debul al lui Hamasaki, "A song for XX" a fost lansat pe 1 ianuarie 1999, intrand direct in topul Oricon si păstrându-se acolo pentru 63 de săptămâni, având o cifră de vânzări totală de peste un milion de exemplare.
Primul single ce avea să se regăsească pe locul 1 al topului a fost cel cu numărul 7, "Love ~Destiny~", produs de Tsunku. Totuși, singleul cu numărul 8, "To Be", ce a fost lansat peste o lună, nu a reușit sa îl urmeze pe predecesorul său, ajungând doar pana pe locul 4 in clasamentul Oricon. Urmatoarea melodie, "Boys & Girls", nu numai că a reușit să se situeze pe prima poziție, dar a fost și primul single al lui Ayumi ce a depășit un milion de copii vândute. Odată cu "Boys & Girls", Ayumi a început sa lanseze single-urile pe discuri de 12 cm, spre deosebire de 8 cm ca până atunci, urmând tendințele de pe piața muzicală. Acest lucru îi oferea posibilitatea să înglobeze pe același disc și remixuri ale melodiilor sale.
Cel de-al zecelea său single, "A", lansat în august 1999, deținea în noiembrie 2007 titlul de cel mai bine văndut single al lui Ayumi, cu mai mult de 1,6 milioane de copii plasate pe piață.. Pe 10 noiembrie 1999, Hamasaki a lansat simultan un single, "appears", și albumul "Loveppears" ce a fost în varful topului Oricon și a avut peste doua milioane de copii vândute. Ulterior, două melodii de pe album au fost lansate și individual, "Kanariya" (care a devenit prima melodie de acest tip din istoria topului Oricon ce s-a situat pe locul întâi ), în decembrie, și "Fly High", în februarie 2000.

### 2001–2003: Vârful comercial
În perioada aprilie-iunie 2000, Hamasaki a lansat trei single-uri, "Vogue", "Far Away" și "Seasons". În septembrie același an, Ayumi a lansat cel de-al treilea album de studio, "Duty". Întocmai predecesorilor săi, "Duty" s-a situat pe primele poziții ale topurilor, și s-a distribuit în mai mult de 3 milioane de copii, devenind cel mai bine vândut album de studio original. În aceeași zi au fost emise pe piață singleul de susținere "Surreal" și DVD-ul "Ayumi Hamasaki Concert Tour 2000 A", ambele regăsindu-se pe locurile întâi ale topurilor. Anul următor avea să se nască o controversă în urma deciziei casei de discuri de a lansa la interval de doar 3 săptămâni singleul "Never Ever" și albumul-compilație "A Best". Data de lansare a acestuia din urmă a fost modificată pentru a o pune pe Ayumi in competiție directă cu Utada Hikaru și cel de-al doilea album al acesteia, "Distance". Cu toate că "Distance" a deținut locul intâi în prima săptămâna, "A Best" și-a asigurat supremația ulterior.

În 2000, Hamasaki a devenit reprezentanta Kosé, o companie japoneză de cosmetice. După apariția sa în reclamele ce promovau rujurile Kosé, un număr record de 500.000 de rujuri au fost vândute in doar două zile. Singleul "Vogue", ce a reprezentat coloana sonoră a reclamei, a fost cumpărat în peste 700.000 de exemplare. În aceeași perioadă, Ayumi a devenit și reprezentanta Tu-Ka, promovând telefoanele celulare pentru aceasă firma ce ulterior avea să dispară de pe piață.
În susținerea albumelor "Duty" și "A Best", Hamasaki a susținut un turneu ce a avut ca locuri de desfășurare stadioanele acoperite din Japonia, făcând-o unul din puținii artiști de marcă japonezi care să concerteze in Tokyo Dome. Viața personală a lui Hamasaki a suferit și ea schimbări: ea și Tomoya Nagase, iubitul său încă din vremea când era actriță , au făcut publică relația lor în toamna lui 2001.
La sfârșitul lui 2000, singleul "M" a fost lansat și a devenit un succes, vânzându-se în mai mult de 1,3 milioane de copii, devenind al patrulea ce a depășit bariera de un milion de exemplare.
„I am...” (ianuarie 2002) a reprezentat un număr de realizări importante pentru Hamasaki. „M”, single-ul principal, a marcat începutul controlului său mai accentuat asupra propriei muzici, fiind prima din multele piste din acel album compusă de ea sub pseudonimul CREA. În realitate, Hamasaki a compus toate cântecele de pe „I am...” cu excepția „Connected” și „A Song Is Born”.
„I am...” a arătat de asemenea și evoluția stilului versurilor lui Ayumi: o distanțare față de temele de „singurătate și confuzie” prezente în cântecele sale de înainte. Emoționată de atacurile de la 11 septembrie, Hamasaki a revizuit concepția albumului „I am...” concentrându-se asupra unor probleme precum încredere și pace mondială. În mod particular „A Song Is Born” a fost direct influențat de respectivele evenimente ; single-ul, un duet cu Keiko Yamada, a fost lansat în decembrie 2001 ca făcând parte din proiectul nonprofit Song+Nation al casei de discuri Avex în vederea strângerii de fonduri pentru victimele atacurilor teroriste. Hamasaki a renunțat și la coperta creată pentru album, alegând sa fie portretizată ca o „muză a păcii”, explicând 

„Inițial am avut o idee complet diferită pentru copertă. Stabilisem așezarea, decisesem asupra coafurii și a machiajului și a restului. Dar după incident, tipic pentru mine, mi-am schimbat brusc deciziile. Știam că nu este momentul pentru ceva extravagant, pentru decoruri minuțioase și costume. Știu că sună ciudat venind din partea mea, dar sunt conștientă că ceea ce spun și modul în care arăt au un mare impact.”
Concepția inspirată de atacurile de la 11 septembrie a continuat dincolo de „I am...”. În 2002 Hamasaki a susținut primul său concert în afara Japoniei, la premiile muzicale MTV Asia în Singapore, o mișcare interpretata de unii ca fiind începutul unei campanii iscate de piața japoneză inertă. Dar devenise clar și faptul că Hamasaki dobândise un statut de trendsetter și în afara Japoniei: la premiile muzicale MTV Asia a primit premiul pentru „Cel mai influent cântăreț japonez în Asia”. Pentru promovarea albumului „I am...”, Hamasaki a purtat două turnee, „Ayumi Hamasaki Arena Tour 2002 A” și „Ayumi Hamasaki Stadium Tour 2002 A”, acesta din urmă fiind primul său turneu desfășurat în locații în aer liber.
Următorul album de studio al lui Ayumi, „Rainbow” (decembrie 2002), a fost primul care a conținut și versuri în limba engleză 
. Deși nu a compus muzica atat de mult precum în „I am...”, (în „Rainbow” a compus doar 9 din 15 cântece), a rămas în continuare foarte implicată în producerea albumului. Albumul a conținut un amestec de stiluri și influențe, cu piste cu rezonanțe rock și trip-hop, precum și cu cântece din categoriile „de vară”, „up-tempo” și aranjamente „grand gothic”. Hamasaki a experimentat noi tehnici, folosind coruri evanghelice, corzi, dar și strigăte din audiență. Versurile erau de asemenea variate: temele din album includeau libertatea, străduințele femeilor și „o vară care se termină în tristețe”.
Albumul a conținut trei single-uri – „Free & Easy”, „Voyage” și „H”, acesta din urmă devenind cel mai bine vândut single din 2002. Un film de scurt metraj în care Ayumi a interpretat un rol, „Tsuki ni shizumu” ("Scufundare în Lună"), a fost creat pentru a deveni videoclipul singleului „Voyage”. Ca parte din promovarea albumului, cei care cumpărau albumul online puteau accesa un site protejat de parolă care conținea o parte din versiunea instrumentală care nu apărea pe album  (mai târziu avea să apară pe albumul compilație/remix „A Ballads”, lansat în martie 2003).

### Simboluri

Ayumi Hamasaki a folosit mai multe simboluri de-a lungul timpului. Simbolurile sunt compuse din 4 "A"-uri, un "M", şi un "H".

Ayumi Hamasaki folosește unele simboluri pentru a reprezenta propriul său nume sau numele albumelor/cântecelor. De regulă, când sunt tipărite, simbolurile sunt înlocuite cu semnele speciale.
Simbolul principal este utilizat pentru a înfățișa numele ei complet, în timp ce variații precum H și M au fost folosite doar o singură dată, pentru a ilustra respectivele single-uri. Transformări ale simbolului au fost întrebuințate la câteva dintre albumele lui Ayumi, precum My Story, (miss)understood și Secret.

## Viața personală
Pe data de 1 ianuarie 2011 s-a căsătorit cu actorul austriac Manuel Schwarz la Las Vegas.

## Discografie

### Albume
| An   | Titlu                | Poziție top săptămânal |
| ---- | -------------------- | ---------------------- |
| 1995 | Nothing from Nothing | 1                      |
| 1999 | A Song for ××        | 1                      |
| 1999 | Loveppears           | 1                      |
| 2000 | Duty                 | 1                      |
| 2002 | I am...              | 1                      |
| 2002 | Rainbow (album)      | 1                      |
| 2003 | Memorial Address     | 1                      |
| 2004 | My Story             | 1                      |
| 2006 | (Miss)understood     | 1                      |
| 2006 | Secret               | 1                      |
| 2008 | Guilty               | 1                      |
| 2009 | Next Level           | 1                      |
| 2010 | Rock 'n' Roll Circus | 1                      |
| 2010 | Love Songs           | 1                      |
| 2011 | Five                 | 1                      |
| 2012 | Party Queen          | 2                      |
| 2012 | Love                 | 4                      |
| 2012 | Again                | 7                      |
| 2013 | Love Again           | 1                      |
| 2014 | Colours              | 5                      |
| 2015 | A One                | 4                      |
| 2015 | Sixxxxxx             | 2                      |
| 2016 | M(a)de in Japan      | 2                      |

### Compilații
| An   | Titlu                   | Poziție top săptămânal |
| ---- | ----------------------- | ---------------------- |
| 2001 | A Best                  | 1                      |
| 2003 | A Ballads               | 1                      |
| 2007 | A Best 2: Black         | 2                      |
| 2007 | A Best 2: White         | 1                      |
| 2008 | A Complete: All Singles | 1                      |
| 2012 | A Summer Best           | 2                      |
| 2014 | Winter Ballad Selection | x                      |